# Суук-су-Дере
Суу́к-Су-Дере́, Суву́к-Сув-Дєрє́ (крим. Suvuq Suv Dere) або Узунджи́ (крим. Uzuncı) — річка в Україні, на Кримському півострові. Права притока Чорної річки (басейн Чорного моря).

## Опис
Довжина річки 10 км, похил річки 50  м/км, площа басейну водозбору 46,6  км². Найкоротша відстань між витоком і гирлом — 8,28 км, коефіцієнт звивистості річки — 1,21. Річка формується багатьма безіменними струмками.

## Розташування
Бере початок на південно-західній стороні від села Соколине (колишнє Коккоз). Тече переважно на південний захід через Узунджи і на південно-західній стороні від Родниківського (колишня Скеле) та біля Скельної печери впадає у Чорну річку.
Населені пункти вздовж берегової смуги: Розсошанка.

## Цікаві факти
- Річка розташована на території Байдарського заказника.
- Біля витоку річки на відстані приблизно 3,61 км на південно-східній стороні проходить автошлях Т 0117.